# Birchwood (Wisconsin)
Birchwood – miasto w Stanach Zjednoczonych, w stanie Wisconsin, w hrabstwie Washburn.